# أخيضر أخضر مصفر
أخيضر أخضر مصفر (الاسم العلمي:Vireo flavoviridis) (بالإنجليزية: Yellow-green Vireo)‏ هو نوع من الطيور يتبع جنس الأخيضر من الفصيلة الأخيضرية.